# 698 Ernestina
698 Ernestina este un asteroid din centura principală, descoperit pe 5 martie 1910, de Joseph Helffrich.